# 11. Primetime Emmy-gála
A 11. Primetime Emmy-gála során az 1958 és 1959 között főműsoridőben bemutatott, amerikai televíziós programokat értékelték. A jelölteket az Academy of Television Arts & Sciences választotta ki. A Los Angeles-i Moulin Rouge Nightclubban tartott ceremóniát az NBC közvetítette 1959. május 6-án. A műsor házigazdája Raymond Burr volt. Ezen a ceremónián választották ketté a főbb kategóriákat vígjáték és dráma kategóriákra, ami ezután a Emmy-gálák során állandósult.

## Győztesek és jelöltek
A nyertesek félkövérrel jelölve.

### Műsorok
| Legjobb vígjátéksorozat | Legjobb drámasorozat (félórás vagy rövid műsor) |
| --- | --- |
| - The Jack Benny Show (CBS) - The Bob Cummings Show (NBC) - The Danny Thomas Show (CBS) - Father Knows Best (CBS / NBC) - The Phil Silvers Show (CBS) - The Red Skelton Show (CBS)             | - Alcoa-Goodyear Theatre (NBC) - Alfred Hitchcock bemutatja (CBS) - General Electric Theater (CBS) - The Loretta Young Show (NBC) - Naked City (ABC) - Peter Gunn (NBC) |
| Legjobb drámasorozat (egyórás vagy hosszabb műsor) | Legjobb varietésorozat |
| - Playhouse 90 (CBS) - The United States Steel Hour (CBS) | - The Dinah Shore Chevy Show (NBC) - The Perry Como Show (NBC) - The Steve Allen Show (NBC) |
| Legjobb közszolgálati műsor | Legjobb westernsorozat |
| - Omnibus (NBC) - Bold Journey (ABC) - Meet the Press (NBC) - Small World (CBS) - The Twentieth Century (CBS) - New York Philharmonic: Young People's Concerts (CBS)                           | - Maverick (ABC) - Gunsmoke (CBS) - Have Gun – Will Travel (CBS) - The Rifleman (ABC) - Wagon Train (NBC) |
| Legjobb közönséget alkalmazó műsor | Legjobb varieté különkiadás (egyórás vagy hosszabb) |
| - What's My Line? (CBS) - I've Got a Secret (CBS) - Keep Talking (CBS) - The Price Is Right (NBC) - This Is Your Life (NBC) - You Bet Your Life (NBC)                                          | - Találkozás Fred Astaire-rel (NBC) - Art Carney Meets Peter and the Wolf (ABC) |
| Az év műsora | Legjobb drámai különkiadás (egyórás vagy hosszabb) |
| - Találkozás Fred Astaire-rel (NBC) - Hallmark Hall of Fame (Epizód: "Little Moon of Alban") (NBC) - Playhouse 90 (Epizód: "Child of Our Time") (CBS) - Playhouse 90 (Epizód: "Old Man") (CBS) | - Hallmark Hall of Fame (Epizód: "Little Moon of Alban") (NBC) - DuPont Show of the Month (Epizód: "The Bridge of San Luis Rey") (CBS) - DuPont Show of the Month (Epizód: "Hamlet") (CBS) - DuPont Show of the Month (Epizód: "The Hasty Heart") (CBS) - Hallmark Hall of Fame (Epizód: "Johnny Belinda") (NBC) |

### Színészek

#### Főszereplők
| Legjobb férfi főszereplő (varietésorozat) | Legjobb női főszereplő (varietésorozat) |
| --- | --- |
| - Perry Como – The Perry Como Show (Önmaga) (CBS) - Steve Allen – The Steve Allen Show (Önmaga) (NBC) - Jack Paar – Tonight Starring Jack Paar (Önmaga) (NBC) | - Dinah Shore – The Dinah Shore Chevy Show (Önmaga) (NBC) - Patti Page – The Patti Page Oldsmobile Show (Önmaga) (ABC) |
| Legjobb férfi főszereplő (vígjátéksorozat) | Legjobb női főszereplő (vígjátéksorozat) |
| - Jack Benny – The Jack Benny Show (Jack Benny) (NBC) - Walter Brennan – The Real McCoys (Amos McCoy) (ABC) - Bob Cummings – The Bob Cummings Show (Bob Collins) (NBC) - Phil Silvers – The Phil Silvers Show (Ernest G. Bilko) (CBS) - Danny Thomas – The Danny Thomas Show (Danny Williams) (ABC / CBS) - Robert Young – Father Knows Best (Jim Anderson) (CBS / NBC) | - Jane Wyatt – Father Knows Best (Margaret Anderson) (CBS / NBC) - Gracie Allen – The George Burns and Gracie Allen Show (Gracie Allen) (CBS) - Spring Byington – December Bride (Lily Ruskin) (CBS) - Ida Lupino – Mr. Adams and Eve (Eve Drake) (CBS) - Donna Reed – The Donna Reed Show (Donna Stone) (ABC) - Ann Sothern – The Ann Sothern Show (Katy O'Connor) (CBS) |
| Legjobb férfi főszereplő (drámasorozat) | Legjobb női főszereplő (drámasorozat) |
| - Raymond Burr – Perry Mason (Perry Mason) (CBS) - James Arness – Gunsmoke (Matt Dillon) (CBS) - Richard Boone – Have Gun – Will Travel (Paladin) (CBS) - James Garner – Maverick (Bret Maverick) (ABC) - Craig Stevens – Peter Gunn (Peter Gunn) (NBC) - Efrem Zimbalist Jr. – 77 Sunset Strip (Stuart Bailey (ABC)                                                    | - Loretta Young – The Loretta Young Show (Önmaga) (NBC) - Phyllis Kirk – The Thin Man (Nora Charles) (NBC) - June Lockhart – Lassie (Ruth Martin) (CBS) - Jane Wyman – Fireside Theatre (Önmaga) (NBC) |

#### Mellékszereplők
| Legjobb férfi mellékszereplő (vígjátéksorozat) | Legjobb női mellékszereplő (vígjátéksorozat) |
| --- | --- |
| - Tom Poston – The Steve Allen Show (Önmaga) (NBC) - Richard Crenna – The Real McCoys (Luke McCoy) (ABC) - Paul Ford – The Phil Silvers Show (John T. Hall) (CBS) - Maurice Gosfield – The Phil Silvers Show (Duane Doberman) (CBS) - Billy Gray – Father Knows Best (Bud) (CBS / NBC) - Harry Morgan – December Bride (Pete Porter) (CBS) | - Ann B. Davis – The Bob Cummings Show (Charmaine Schultz) (NBC) - Rosemary DeCamp – The Bob Cummings Show (Margaret MacDonald) (NBC) - Elinor Donahue – Father Knows Best (Betty) (CBS / NBC) - Verna Felton – December Bride (Hilda Crocker) (CBS) - Kathleen Nolan – The Real McCoys (Kate McCoy) (ABC) - Zasu Pitts – The Gale Storm Show (Susanna Pomeroy) (CBS) |
| Legjobb férfi mellékszereplő (drámasorozat) | Legjobb női mellékszereplő (drámasorozat) |
| - Dennis Weaver – Gunsmoke (Chester) (CBS) - Herschel Bernardi – Peter Gunn (Jacoby) (NBC) - Johnny Crawford – The Rifleman (Mark McCain) (ABC) - William Hopper – Perry Mason (Paul Drake) (CBS) | - Barbara Hale – Perry Mason (Della Street) (CBS) - Lola Albright – Peter Gunn (Edie Hart) (NBC) - Amanda Blake – Gunsmoke (Kitty) (CBS) - Hope Emerson – Peter Gunn (Anya) (NBC) |

#### Egyedülálló alakítás
| Legjobb egyedülálló alakítást nyújtó színész | Legjobb egyedülálló alakítást nyújtó színésznő |
| --- | --- |
| - Fred Astaire – Találkozás Fred Astaire-rel (Önmaga) (NBC) - Robert Crawford Jr. – Playhouse 90 (Epizód: "Child of Our Time") (Tanguy) (CBS) - Paul Muni – Playhouse 90 (Epizód: "Last Clear Chance") (Sam Arlen) (CBS) - Christopher Plummer – Hallmark Hall of Fame (Epizód: "Little Moon of Alban") (Kenneth Boyd) (NBC) - Mickey Rooney – Alcoa-Goodyear Theatre (Epizód: "Eddie") (Eddie (NBC) - Rod Steiger – Playhouse 90 (Epizód: "A Town Has Turned to Dust") (Harvey Denton) (CBS) | - Julie Harris – Hallmark Hall of Fame (Epizód: "Little Moon of Alban") (Bridgid Mary) (NBC) - Judith Anderson – The DuPont Show of the Month (Epizód: "The Bridge of San Luis Rey") (Marquesa de Montemayor) (CBS) - Helen Hayes – The United States Steel Hour (Epizód: "One Red Rose for Christmas") (Mother Seraphim) (CBS) - Piper Laurie – Playhouse 90 (Epizód: "Days of Wine and Roses") (Kirsten Clay) (CBS) - Geraldine Page – Playhouse 90 (Epizód: "Old Man") (Ifjú nő) (CBS) - Maureen Stapleton – Kraft Television Theatre (Epizód: "All the King's Men") (Sadie Burke) (NBC) |

### Rendezők
| Legjobb rendező (varietésorozat) | Legjobb rendező (vígjátéksorozat) |
| --- | --- |
| - Találkozás Fred Astaire-rel – Bud Yorkin (NBC) - The Perry Como Show – Clark Jones (NBC) - Pontiac Star Parade – Joseph Cates, Gower Champion (NBC) | - Father Knows Best (Epizód: "Medal for Margaret") – Peter Tewksbury (CBS) - The Danny Thomas Show (Epizód: "Pardon My Accent") – Sheldon Leonard (CBS) - The Jack Benny Show (Epizód: "Gary Cooper") – Seymour Berns (CBS) - Mr. Adams and Eve (Epizód: "The Interview") – Richard Kinon (CBS) - The Real McCoys (Epizód: "Kate's Career") – Hy Averback (ABC) |
| Legjobb rendező (félórás vagy rövid műsor) | Legjobb rendező (egyórás vagy hosszabb műsor) |
| - Alcoa-Goodyear Theatre (Epizód: "Eddie") – Jack Smight (NBC) - Alfred Hitchcock bemutatja (Epizód: "Lamb to the Slaughter") – Alfred Hitchcock (CBS) - General Electric Theater (Epizód: "Kid at the Stick") – James Neilson (CBS) - General Electric Theater (Epizód: "One Is a Wanderer") – Herschel Daugherty (CBS) - Peter Gunn (Epizód: "The Kill") – Blake Edwards (NBC) | - Hallmark Hall of Fame (Epizód: "Little Moon of Alban") – George Schaefer (NBC) - Playhouse 90 (Epizód: "Child of Our Time") – George Roy Hill (CBS) - Playhouse 90 (Epizód: "A Town Has Turned to Dust") – John Frankenheimer (CBS) |

### Forgatókönyvírók
| Legjobb forgatókönyv (varietésorozat) | Legjobb forgatókönyvíró (vígjátéksorozat) |
| --- | --- |
| - Találkozás Fred Astaire-rel – Herbert Baker, Bud Yorkin (NBC) - Art Carney Meets Peter and the Wolf – A.J. Russell (ABC) - The Perry Como Show – Goodman Ace, Mort Green, George Foster, Jay Burton (NBC) - The Sid Caesar Show – Larry Gelbart, Woody Allen (NBC) - The Steve Allen Show – Leonard Stern, Stan Burns, Herbert Sargent, Bill Dana, Don Hinkley, Hal Goodman, Larry Klein (NBC) | - The Jack Benny Show (Epizód: "Ernie Kovacs") – George Balzer, Hal Goldman, Sam Perrin, Al Gordon (CBS) - The Bob Cummings Show (Epizód: "Grandpa Clobbers the Air Force") – Paul Henning, Dick Wesson (NBC) - Father Knows Best (Epizód: "Medal for Margaret") – Roswell Rogers (CBS) - The Phil Silvers Show (Epizód: "Bilko's Vampire") – Billy Friedberg, Arnie Rosen, Coleman Jacoby (CBS) - The Real McCoys (Epizód: "Once There Was a Traveling Salesman") – Bill Manhoff (ABC) |
| Legjobb forgatókönyv (félórás vagy rövid műsor) | Legjobb forgatókönyv (egyórás vagy hosszabb műsor) |
| - Alcoa-Goodyear Theatre (Epizód: "Eddie") – Alfred Brenner, Ken Hughes (NBC) - Alcoa-Goodyear Theatre (Epizód: "The Loudmouth") – Christopher Knopf (NBC) - Alfred Hitchcock bemutatja (Epizód: "Lamb to the Slaughter") – Roald Dahl (CBS) - General Electric Theater (Epizód: "One Is a Wanderer") – Samuel A. Taylor (CBS) - Peter Gunn (Epizód: "The Kill") – Blake Edwards (NBC)           | - Hallmark Hall of Fame (Epizód: "Little Moon of Alban") – James Costigan (NBC) - Playhouse 90 (Epizód: "Child of Our Time") – Irving G. Neiman (CBS) - Playhouse 90 (Epizód: "Days of Wine and Roses") – J.P. Miller (CBS) - Playhouse 90 (Epizód: "Old Man") – Horton Foote (CBS) - Playhouse 90 (Epizód: "A Town Has Turned to Dust") – Rod Serling (CBS) |

## Fordítás
- Ez a szócikk részben vagy egészben  a(z)   11st Primetime Emmy Awards című angol Wikipédia-szócikk fordításán alapul.  Az eredeti cikk szerkesztőit annak laptörténete sorolja fel. Ez a jelzés csupán a megfogalmazás eredetét és a szerzői jogokat jelzi, nem szolgál a cikkben szereplő információk forrásmegjelöléseként.